# Zadkine (mbo)
Zadkine is een opleider voor middelbaar beroepsonderwijs in de regio Rotterdam (ook wel: regionaal opleidingscentrum). Zadkine biedt een groot aantal beroepsopleidingen en cursussen aan, variërend van opleidingen tot bakker, kok en kapper tot verpleegkundige, stewardess en heftruckchauffeur. De opleider speelt in op de actuele en toekomstige vraag van de arbeidsmarkt en werkt daarom nauw samen met bedrijven, overheidsinstellingen en andere opleiders in de regio.

## Geschiedenis
Zadkine is in de jaren 90 van de 20e eeuw ontstaan uit verschillende fusies van openbare scholen in het middelbaar beroepsonderwijs. Binnen Zadkine zijn met name de oorspronkelijk openbare scholen verenigd. Zadkine ontleent haar naam aan beeldend kunstenaar Ossip Zadkine, die onder meer dankzij het beeld De verwoeste stad grote bekendheid geniet in Rotterdam.

## Colleges en opleidingen
Studenten kunnen opleidingen volgen in de beroepsopleidende leerweg (bol) of de beroepsbegeleidende leerweg (bbl). Alle opleidingen zijn ondergebracht in 11 colleges:
- Zadkine Beauty & Fashion College
- Zadkine Brood & Banket College
- Zadkine Business College
- Zadkine Gezondheid & Welzijn College
- Zadkine Hospitality College
- Zadkine Logistiek College
- Zadkine Optiek College
- Zadkine Sport & Bewegen
- Zadkine Startcollege
- Zadkine Vakschool Schoonhoven
- Zadkine Veiligheidsacademie

## Locaties
Zadkine heeft meerdere onderwijslocaties in Rotterdam. Daarnaast zijn er locaties in Capelle aan den IJssel, Spijkenisse en Schoonhoven. Hier bevindt zich de Vakschool Schoonhoven, dat sinds 1995 deel uitmaakt van Zadkine. In ‘zilverstad’ Schoonhoven biedt Zadkine onder meer de opleidingen zilversmid, goudsmid, juwelier en uurwerktechniek aan.

## Samenwerking
Zadkine werkt op verschillende terreinen samen met het Albeda College, dat eveneens in Rotterdam en omgeving gevestigd is. Zo hebben beide ROC's hun vavo-opleidingen (volwassenonderwijs) ondergebracht in het VAVO Rijnmond College. Alle techniekopleidingen van Albeda en Zadkine worden aangeboden door Techniek College Rotterdam.